# Architecture MIPS
L'architecture MIPS (de l'anglais : microprocessor without interlocked pipeline stages) est une architecture de processeur de type Reduced instruction set computer (RISC) développée par la société MIPS Technologies (alors appelée MIPS Computer Systems), basée à Mountain View en Californie.
Les processeurs fabriqués selon cette architecture ont surtout été utilisés dans les systèmes SGI. On les retrouve aussi dans plusieurs systèmes embarqués, comme les ordinateurs de poche, les routeurs Cisco et les consoles de jeux vidéo (Nintendo 64 et Sony PlayStation, PlayStation 2 et PSP).
Vers la fin des années 1990, on estimait que les processeurs dérivés de l'architecture MIPS occupaient le tiers des processeurs RISC produits.
De nos jours cette architecture reste populaire dans le marché de l'informatique embarquée où elle subit une intense concurrence de la part de l'architecture ARM.
Les MIPS sont aussi présents dans des routeurs ou des NAS, mais ils deviennent aussi de plus en plus rares dans ce domaine face à la concurrence des ARM, PowerPC et x86 basse consommation.
Malgré tout, les MIPS reviennent peu à peu dans le marché de l'informatique à haute performance depuis les années 2000 grâce aux recherches menées par l'institut de recherche en informatique en Chine avec ses processeurs Loongson, compatible MIPS, permettant ainsi de continuer à faire tourner des logiciels de calcul scientifiques conçus pour l'architecture MIPS. La société a cependant étendu son jeu d'instruction avec le temps à 2000 nouvelles instructions. Certaines instructions anciennes ont cependant été supprimées récemment. Ils sont utilisés notamment pour la création du supercalculateur Dawning 5000L et 6000. Lenovo l'utilise depuis juin 2024 pour ses serveurs cloud Elle y est également utilisée marginalement dans l'informatique personnelle avec, en 2011 le Netbook Lemote (en) Yeeloong , apprécié dans le domaine du logiciel libre pour ses pilotes ouverts, et notamment utilisé par la figure de ce mouvement qu'est Richard Stallmann pour cette raison et en 2020, l'initiative d'un ordinateur portable pour l'éducation équipée de processeurs Loongson, mais l'architecture ouverte RISC-V y est également proposée comme alternative cette architecture à partir de 2023, et Loongson sort un microprocesseur compatible avec les deux architectures, le modèle 3A 6000, fin 2023.
En 2015, la Russie annonce vouloir remplacer les processeurs conçus par des sociétés des États-Unis par des processeurs locaux dans les systèmes informatiques nationaux. Les processeurs d'architecture MIPS, Baikal T1 de la société russe spécialisée dans les supercalculateurs T-Platforms (en) sont alors choisis. Leur conception est soutenue par le conglomérat de la défense Rostec et co-financée par l'entreprise publique russe Rusnano.

## Architecture

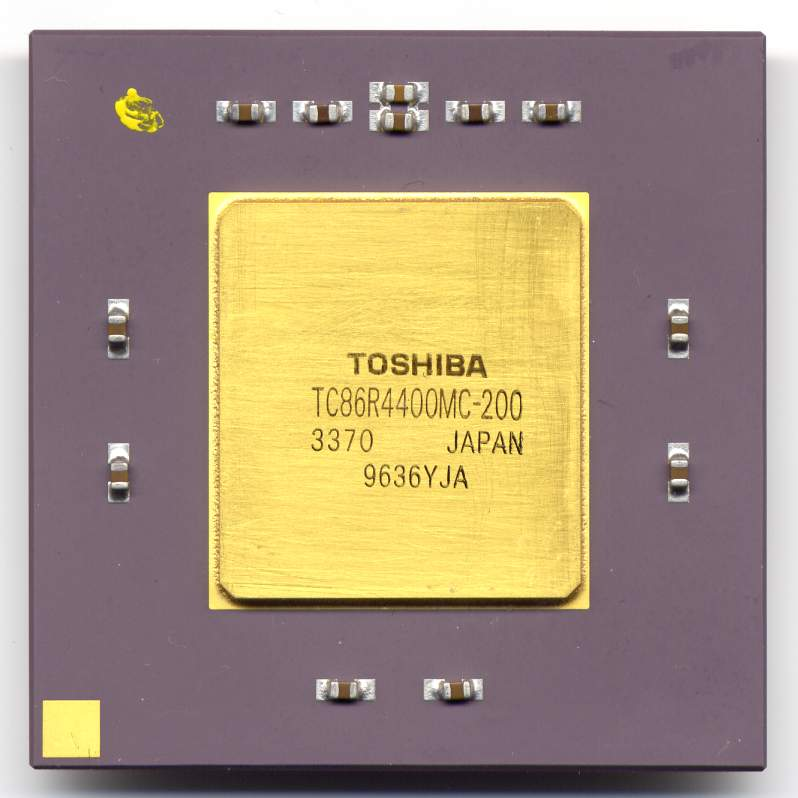
MIPS 4400.

Les premières versions de l'architecture MIPS étaient 32-bits (autant au niveau des registres que des chemins de données), mais par la suite, des versions 64-bits sont apparues.
Le R4000 sorti en 1991 serait le premier processeur 64 bits. Il a été supporté par Microsoft de Windows NT 3.1 jusqu'à Windows NT 4.0
Il existe plusieurs jeux d'instructions MIPS qui sont rétrocompatibles (backward compatible) : MIPS I, MIPS II, MIPS III, MIPS IV, et MIPS V ainsi que MIPS32 et MIPS64. MIPS32 et MIPS64, qui se basent sur MIPS II et MIPS V, ont été introduits comme jeux d'instructions normalisés. Des extensions sont aussi disponibles telles que : MIPS-3D, une unité à virgule flottante (FPU) simplifiée de type SIMD pour les calculs 3D de base, MDMX, qui pousse plus loin l'utilisation des instructions SIMD et qui permet l'utilisation de registres à virgule flottante de 64 bits, MIPS16, qui compresse le flot d'instructions pour diminuer la taille des programmes (créée en réponse au codage Thumb introduit dans l'architecture ARM), et plus récemment, MIPS MT, qui permet le traitement de deux processus simultanément par un seul cœur de manière similaire à l'Hyper-Threading présent dans les récents processeurs d'Intel.
Les jeux d'instructions de base (en particulier MIPS I) sont si simples et efficaces qu'un bon nombre de cours d'architecture des ordinateurs, autant dans les universités que les écoles techniques, portent sur l'étude de l'architecture MIPS.

### Exemple de code
Voici une implémentation des indicatrices d'Euler en assembleur MIPS :
```
 
.text

 
.globl
 
main

	  
main:

		  
la
 
$a0
,
 
query
		
# Load Address : charge l'adresse de la requête

		  
li
 
$v0
,
 
4
		
# Load Immediate : charge la valeur

		  
syscall
		
# appel du système d’exploitation

		  
li
 
$v0
,
 
5
		
# lit l’entrée

		  
syscall

		  
move
 
$t0
,
 
$v0
	      	
# stocke la valeur dans une variable temporaire

		        	      	
# stocke les valeurs de base dans $t1, $t2

		  
sub
 
$t1
,
 
$t0
,
 
1
     	
# $t1 itère de m-1 à 1

		  
li
 
$t2
,
 
0
          	
# $t2 maintient un compteur des premiers entre eux inférieurs à m

		

	 
tot:

		 
blez
 
$t1
,
 
done
  				
#termination condition

		 
move
 
$a0
,
 
$t0
					
#Chargement d'argument

		 
move
 
$a1
,
 
$t1
   				
#Chargement d'argument

		 
jal
 
gcd
						
#Appel de la fonction GCD

		 
sub
 
$t3
,
 
$v0
,
 
1
 					

		 
beqz
 
$t3
,
 
inc
   				
#vérifie si gcd est égal à un

		 
addi
 
$t1
,
 
$t1
,
 
-1
				
#décremante l'itérateur

		 
b
 
tot
 

		

	  
inc
:

		  
addi
 
$t2
,
 
$t2
,
 
1
				
#incremente le conteur

		  
addi
 
$t1
,
 
$t1
,
 
-1
				
#décremente l'iterateur

	 	  
b
 
tot

	  
gcd:
							
#definition récursive

	         
addi
 
$sp
,
 
$sp
,
 
-12

         	 
sw
 
$a1
,
 
8
(
$sp
)

 		 
sw
 
$a0
,
 
4
(
$sp
)

                 
sw
 
$ra
,
 
0
(
$sp
)

 		 
move
 
$v0
,
 
$a0
					

		 
beqz
 
$a1
,
 
gcd_return
			        
#termination condition

		 
move
 
$t4
,
 
$a0
					
#calcul de GCD

		 
move
 
$a0
,
 
$a1

	 	 
remu
 
$a1
,
 
$t4
,
 
$a1

 		 
jal
 
gcd

		 
lw
 
$a1
,
 
8
(
$sp
)

		 
lw
 
$a0
,
 
4
(
$sp
)

	 
gcd_return:

		 
lw
 
$ra
,
 
0
(
$sp
)

		 
addi
 
$sp
,
 
$sp
,
 
12

		 
jr
 
$ra

		

	 
done:
							 
#imprime (affiche) le resultat

								 
#en premier le message

		 
la
 
$a0
,
 
result_msg

		 
li
 
$v0
,
 
4

		 
syscall

								 
#après la valeur

		 
move
 
$a0
,
 
$t2

		 
li
 
$v0
,
 
1

		 
syscall

								 
#exit

		 
li
 
$v0
,
 
10

		 
syscall

		

  
.data

	 
query:
 
.asciiz
 
"Input m =  "

	 
result_msg:
 
.asciiz
 
"Totient(m) =  "

```

## Registres

### Description des registres généraux
Il y a 32 registres généraux.
Le registre 0 ($zero) est toujours égal à zero.
Le registre 1 ($at) est réservé par l'assembleur.
Les registres 2 et 3 ($v0 et $v1) permettent de stocker des résultats des fonctions.
Les registres 4 à 7 ($a0 à $a3) permettent de stocker les 4 premiers arguments du sous-programme .
Les registres 8 à 15 ($t0 à t7) sont des registres temporaires.
Les registres 16 à 23 ($s0 à s7) sont des registres sauvegardés et utilisés plus tard.
Les registres 24 et 25 ($t8 et $t9) sont des registres temporaires.
Les registres 26 et 27 ($k0 et $k1) sont des registres réservés au système.
Le registre 28 ($gp) correspond au global pointer.
Le registre 29 ($sp) correspond au stack pointer.
Le registre 30 ($fp) correspond au frame pointer.
Le registre 31 ($ra) correspond à l'adresse de retour.

### Description de quelques registres particuliers
Parmi les registres spéciaux, on peut parler des registres  lo (où on trouve les résultats des divisions et des multiplications) et  hi (où on trouve le reste lors des divisions).
Dans le cas où le résultat d'une multiplication serait sur 64 bits, les 32 bits supérieurs seraient stockés dans  hi et les 32 bits inférieurs seraient stockés dans  lo . On peut récupérer les valeurs de  hi et  lo avec respectivement, les instructions  mfhi et  mflo.
Par exemple pour les divisions, on peut donner l'exemple suivant :
```
addi
 
$t3
,
 
$0
,
 
37

addi
 
$t4
,
 
$0
,
 
2

div
 
$t3
,
 
$t4

mflo
 
$t0
 
#équivaut à 37 / 2 équivaut à 18 (le quotient)

mfhi
 
$t1
 
#équivaut à 37 % 2 équivaut à 1 (le reste)

```

Et pour les multiplications, on peut donner l'exemple suivant :
```
addi
 
$t3
,
 
$0
,
 
37

addi
 
$t4
,
 
$0
,
 
2

mult
 
$t3
,
 
$t4

mflo
 
$t1
 
#on y trouve le produit mais il faut que le produit soit sur 32 bits

```

#### Simulateurs
- (en) MARS : simulateur MIPS écrit en langage Java
- (en) SPIM : simulateur de processeur MIPS R2000 et MIPS R3000 (jeu d'instructions MIPS I)
- (en) KOYOTE : simulateur visuel de processeur RISC simplifié (basé sur MIPS R2000)